# Liste der FFH-Gebiete in den Niederlanden
Die folgende Liste enthält alle 140 Fauna-Flora-Habitat-Gebiete (niederländisch habitatrichtlijngebieden) in den Niederlanden. Die Gebiete sind Bestandteil des europäischen Schutzgebietsnetzes Natura 2000.
Die niederländischen FFH-Gebiete haben eine Gesamtfläche von 15.212 km². Große Teile davon liegen vor der niederländischen Küste in der Nordsee oder in den Mündungsarmen des Rhein-Maas-Deltas. Die terrestrischen Gebiete umfassen ca. 2584 km², was etwa 6 % der niederländischen Landesfläche entspricht. Die Gebiete sind durchschnittlich 10.865 ha groß, der Median liegt bei 787 ha. Die niederländischen FFH-Gebiete sind im europäischen Vergleich relativ großflächig abgegrenzt.
Das flächenmäßig größte FFH-Gebiet in den Niederlanden ist mit 4735 km² die Doggerbank, eine Sandbank in der ausschließlichen Wirtschaftszone. Das kleinste Gebiet ist Abdij Lilbosch & Voormalig Klooster Mariahoop, bestehend aus zwei Klostergebäuden, die die einzige Wochenstube der Wimperfledermaus in den Niederlanden beherbergen.

## Verwaltung
Die terrestrischen FFH-Gebiete in den Niederlanden werden von den Provinzen verwaltet, Gebiete in der Nordsee und die großen Wasserstraßen und Binnenseen vom Rijkswaterstaat.
| Provinz            | Anzahl der FFH-Gebiete | Fläche der FFH-Gebiete (ha) | Flächenanteil (%) |
| ------------------ | ---------------------- | --------------------------- | ----------------- |
| Drenthe            | 11                     | 20.881                      | 1,3               |
| Friesland          | 12                     | 19.123                      | 1,2               |
| Gelderland         | 10                     | 99.115                      | 6,3               |
| Groningen          | 1                      | 20                          | 0,0               |
| Limburg            | 23                     | 18.092                      | 1,1               |
| Nordbrabant        | 13                     | 29.285                      | 1,8               |
| Nordholland        | 12                     | 31.418                      | 2,0               |
| Overijssel         | 20                     | 25.338                      | 1,6               |
| Seeland            | 7                      | 3.839                       | 0,2               |
| Südholland         | 10                     | 10.127                      | 0,6               |
| Utrecht            | 4                      | 1.186                       | 0,1               |
| Rijkswaterstaat    | 17                     | 1.262.789                   | 80,7              |
| Niederlande gesamt | 140                    | 1.521.213                   | 100               |

## Hinweise zu den Angaben in der Tabelle
- Gebietsname: Amtliche Bezeichnung des Schutzgebiets
- Bild: Datei in Commons
- WDPA-ID: Link zum Schutzgebiet in der World Database on Protected Areas
- EEA-ID: Link zum Schutzgebiet in der Datenbank der European Environment Agency (EEA)
- Provinz: Provinz, von der das Schutzgebiet verwaltet wird. Schiffbare Gewässer werden vom Rijkswaterstaat verwaltet.
- Fläche: Gesamtfläche des Schutzgebiets in Hektar
- Bemerkungen: Besonderheiten und Anmerkung

## Tabelle
| Gebietsname                                    | Bild | WDPA-ID    | EEA-ID    | Provinz         | Fläche ha | Lage | Bemerkungen |
| ---------------------------------------------- | ---- | ---------- | --------- | --------------- | --------- | ---- | --- |
| Aamsveen                                       |      | 555536940  | NL2003001 | Overijssel      | 144       | ⊙    | Hochmoor mit Moorwald und Vorkommen des Kammmolchs. |
| Abdij Lilbosch & Voormalig Klooster Mariahoop  |      | 555536941  | NL2003002 | Limburg         | 15        | ⊙    | Klostergebäude mit der einzigen bekannten niederländischen Wochenstube der Wimperfledermaus. |
| Achter de Voort, Agelerbroek & Voltherbroek    |      | 555536942  | NL2003003 | Overijssel      | 323       | ⊙    | Alter Eichen-Hainbuchenwald mit bedeutenden Amphibienvorkommen. |
| Alde Feanen                                    |      | 555722825  | NL3009001 | Friesland       | 2.124     | ⊙    | Großer Moorkomplex, bedeutende Vorkommen von kalkreichen Niedermooren mit Schneidried und der nordischen Wühlmaus. |
| Bakkeveense Duinen                             |      | 555537023  | NL9801004 | Friesland       | 258       | ⊙    | Binnendünen mit Heiden und Borstgrasrasen. |
| Bargerveen                                     |      | 555722214  | NL2000002 | Drenthe         | 2.083     | ⊙    | Eines der letzten in Teilen noch intakten Hochmoore der Niederlande. |
| Bekendelle                                     |      | 555536944  | NL2003005 | Gelderland      | 88        | ⊙    | Alter Auwald mit naturnahem Bachlauf. |
| Bemelerberg & Schiepersberg                    |      | 555537045  | NL9801076 | Limburg         | 196       | ⊙    | Hangbereiche mit Felsformationen und Mosaik aus Waldbeständen und Grünland, bedeutendes Vorkommen der Gelbbauchunke. |
| Bergvennen & Brecklenkampse Veld               |      | 555536946  | NL2003007 | Overijssel      | 133       | ⊙    | Mosaik aus Wald, Niedermoor sowie trockenen und feuchten Heiden, bedeutendes Vorkommen von oligotrophen Gewässern der Sandebenen (Littorelletalia uniflorae). |
| Biesbosch                                      |      | 555537010  | NL3000040 | Nordbrabant     | 9.640     | ⊙    | Flussarm im Rhein-Maas-Delta, um 1970 vom Meer abgetrennt und seither nur mit geringem Tidenhub und geringerem Salzgehalt. Weidendominierter Auwald, ausgedehnte Marschen und Grünlandflächen, einziges Vorkommen von Rogers Goldhaarmoos in den Niederlanden.                    |
| Binnenveld                                     |      | 555536945  | NL2003006 | Utrecht         | 111       | ⊙    | Bedeutender Bestand von Pfeifengras-Streuwiesen. |
| Boetelerveld                                   |      | 555536948  | NL2003009 | Overijssel      | 171       | ⊙    | Bedeutender Bestand feuchter atlantischer Heiden. |
| Borkeld                                        |      | 555537026  | NL9801016 | Overijssel      | 493       | ⊙    | Gebiet mit Wacholderheiden und bodensauren Magerrasen. |
| Boschhuizerbergen                              |      | 555536949  | NL2003010 | Limburg         | 277       | ⊙    | Binnendünen mit Wacholderheiden, umgeben von Nadelwald. |
| Botshol                                        |      | 555537038  | NL9801044 | Utrecht         | 218       | ⊙    | Bedeutendes Vorkommen von kalkreichen Niedermooren mit Schneidried und oligotrophen Gewässern mit Armleuchteralgen. |
| Brabantse Wal                                  |      | 555537040  | NL9801055 | Nordbrabant     | 1.775     | ⊙    | Heidegebiet mit wichtigem Vorkommen des Froschkrauts. |
| Broekvelden, Vettenbroek & Polder Stein        |      | 555721796  | NL2003039 | Südholland      | 519       | ⊙    | Gewässerreicher Nasswiesenkomplex zwischen Gouda und Bodegraven. |
| BrunssummerHeide                               |      | 555536938  | NL1000029 | Limburg         | 542       | ⊙    | Heidegebiet mit trockenen und feuchten Heiden, eng verzahnt mit Wald und Gewässern. |
| Bunder- en Elsloërbos                          |      | 555536951  | NL2003012 | Limburg         | 190       | ⊙    | Gebiet im Maastal mit Erlen-Auwald, Kalktuffquellen und altem Waldbestand an den Talhängen. |
| Buurserzand & Haaksbergerveen                  |      | 555537029  | NL9801019 | Overijssel      | 1.243     | ⊙    | Degradiertes Hochmoor mit feuchten Heiden und Moorwald. |
| Canisvliet                                     |      | 555536952  | NL2003013 | Seeland         | 141       | ⊙    | Altarm am Kanal Gent–Terneuzen mit Vorkommen des Kriechenden Selleries. |
| Coepelduynen                                   |      | 555536939  | NL1000030 | Südholland      | 188       | ⊙    | Dünengebiet mit gut ausgeprägten Graudünen. |
| De Bruuk                                       |      | 555536950  | NL2003011 | Gelderland      | 99        | ⊙    | Feuchtbiotopkomplex mit Weidengebüschen, Rieden und Grünland, insbesondere Pfeifengras-Streuwiesen. |
| De Wieden                                      |      | 555537000  | NL2003064 | Overijssel      | 7.156     | ⊙    | Großes Feuchtgebiet mit Wiesen und Weisen, Sumpfwäldern, Riedflächen und Gewässern. Bedeutende Lebensraumtypen sind Zwischenmoore, Feuchtheiden, Kalkflachmoore und Moorwald. Vorkommen des Firnisglänzenden Sichelmooses und einer endemischen Unterart des Großen Feuerfalters. |
| Deurnsche Peel & Mariapeel                     |      | 555722213  | NL1000026 | Limburg         | 2.734     | ⊙    | Hochmoorrest in einer früher ausgedehnten Moorlandschaft. |
| Dinkelland                                     |      | 555537030  | NL9801021 | Overijssel      | 532       | ⊙    | Reich strukturiertes Gebiet mit naturnahen Gewässerläufen, Binnendünen, nassem Grünland und Wald. Bedeutendes Vorkommen der Groppe. |
| Doggersbank                                    |      | 555537003  | NL2008001 | Rijkswaterstaat | 473.500   | ⊙    | Sandbank in der Nordsee, bedeutendes Lebensraum für zahlreiche Fischarten und Nahrungsgebiet für Meeressäuger. |
| Drentsche Aa-gebied                            |      | 555537024  | NL9801009 | Drenthe         | 3.902     | ⊙    | Talraum mit Vorkommen von bodensauren Eichenwäldern, Borstgrasrasen und Flussneunaugen. |
| Drents-Friese Wold & Leggelderveld             |      | 555537049  | NL9803011 | Drenthe         | 7.468     | ⊙    | Sandiges Heidegebiet mit nährstoffarmen Gewässern und alten Waldbeständen. |
| Drouwenerzand                                  |      | 555536953  | NL2003014 | Drenthe         | 222       | ⊙    | Heidegebiet mit Wacholder und offenen Sandflächen. |
| Duinen Ameland                                 |      | 555722826  | NL3009005 | Friesland       | 2.055     | ⊙    | Dünengebiet auf der Insel Ameland mit Dünen in unterschiedlichem Entwicklungsstadium. |
| Duinen Den Helder - Callantsoog                |      | 555536923  | NL1000009 | Nordholland     | 645       | ⊙    | Schmaler Dünenstreifen an der Nordseeküste zwischen Den Helder und Callantsoog. |
| Duinen en Lage Land Texel                      |      | 555536996  | NL2003060 | Nordholland     | 4.083     | ⊙    | Dünengebiet auf der Insel Texel. |
| Duinen Goeree & Kwade Hoek                     |      | 555537046  | NL9801079 | Südholland      | 1.624     | ⊙    | Graudünenlandschaft mit Salzmarschen. |
| Duinen Schiermonnikoog                         |      | 555722827  | NL3009006 | Friesland       | 833       | ⊙    | Dünenlandschaft auf der Nordseeinsel Schiermonnikoog. |
| Duinen Terschelling                            |      | 555536995  | NL2003059 | Friesland       | 4.040     | ⊙    | Dünenlandschaft auf der Nordseeinsel Terschelling. |
| Duinen Vlieland                                |      | 555536997  | NL2003061 | Friesland       | 1.484     | ⊙    | Dünenlandschaft auf der Nordseeinsel Vlieland mit bedeutendem Vorkommen des Sumpf-Glanzkrauts. |
| Dwingelderveld                                 |      | 555722824  | NL3000070 | Drenthe         | 3.768     | ⊙    | Heidegebiet in enger Verzahnung mit Mooren und Wäldern und zahlreichen Gewässern. |
| Eilandspolder                                  |      | 555537015  | NL3004002 | Nordholland     | 798       | ⊙    | Polderfläche mit inselartigen Grünlandflächen zwischen breiten Kanälen, bedeutendes Vorkommen der Nordischen Wühlmaus. |
| Elperstroomgebied                              |      | 555536954  | NL2003015 | Drenthe         | 351       | ⊙    | Bedeutendes Kalkflachmoor. |
| Engbertsdijksvenen                             |      | 555536921  | NL1000004 | Overijssel      | 998       | ⊙    | Degradiertes Hochmoor mit Torfstichgewässern. |
| Fochteloërveen                                 |      | 555722829  | NL9801007 | Friesland       | 2.596     | ⊙    | Komplex aus degradierten Hochmooren, gewässern, Heiden, Wald und Grünland mit bedeutenden Reptilienvorkommen. |
| Geleenbeekdal                                  |      | 555536955  | NL2003016 | Limburg         | 253       | ⊙    | Überformter Talraum mit Kalkflachmooren, Auwäldern und Grünland, Vorkommen von Windelschnecken. |
| Geuldal                                        |      | 555537037  | NL9801041 | Limburg         | 2.724     | ⊙    | Talraum mit orchideenreichen Magerrasen, Kalktuffquellen, Buchenwald und naturnahem Bachlauf mit Vorkommen von Bachneunauge und Groppe. Bedeutende Vorkommen von Gelbbauchunke, Spanischer Flagge und Bauchiger Windelschnecke.                                                   |
| Grensmaas                                      |      | 555537044  | NL9801075 | Limburg         | 314       | ⊙    | Niederländischer Teil der Grenzmaas mit Schlammbänken und flutender Wasservegetation. |
| Grevelingen                                    |      | 555722828  | NL4000021 | Rijkswaterstaat | 13.753    | ⊙    | Flussmündung mit Brackwasser, die 1971 vom Meer abgeschnitten wurde. Vorkommen der Nordischen Wühlmaus. |
| Groote Gat                                     |      | 555536957  | NL2003019 | Seeland         | 70        | ⊙    | Früherer Bachlauf mit Verbindung zum Zwin mit Salz- und Nasswiesen und Vorkommen des Kriechenden Selleries. |
| Groote Peel                                    |      | 555721980  | NL3009012 | Nordbrabant     | 1.348     | ⊙    | Moorkomplex mit degradiertem Hochmoor, Streuwiesen, Gewässern, Sumpfwald, Heiden und Sandrücken. |
| Groote Wielen                                  |      | 555722823  | NL2003020 | Friesland       | 604       | ⊙    | Gebiet mit zahlreichen, teilweise aus Torfstichen entstandenen Kleingewässern. Vorkommen der Nordischen Wühlmaus. |
| Haringvliet                                    |      | 555722822  | NL1000015 | Rijkswaterstaat | 11.196    | ⊙    | Arm des Rhein-Maas-Deltas, seit 1970 vom Meer abgetrennt und seither mit dem Charakter eines Süßwassersees. Bedeutendes Vorkommen der Finte und der Nordischen Wühlmaus. |
| Hollands Diep                                  |      | 555536958  | NL2003021 | Rijkswaterstaat | 591       | ⊙    | Nordufer des gleichnamigen Arms im Rhein-Maas-Delta, Vorkommen von Auwald und Nordischer Wühlmaus. |
| Holtingerveld                                  |      | 555537042  | NL9801071 | Drenthe         | 1.754     | ⊙    | Wälder, Binnenbünen, trockene und feuchte Heiden mit bedeutenden Vorkommen von Borstgrasrasen. |
| IJsselmeer                                     |      | 555536919  | NL1000002 | Rijkswaterstaat | 2.441     | ⊙    | Uferbereich im Nordosten des IJsselmeers mit flachen Stränden, Marschen, Feuchtgrünland und Schilfbeständen, bedeutendes Vorkommen der Nordischen Wühlmaus. |
| Ilperveld, Varkensland, Oostzanerveld & Twiske |      | 555536960  | NL2003023 | Nordholland     | 1.910     | ⊙    | Grünlandflächen auf Moorböden mit Gräben, Rieden, Heiden, Zwischenmooren und Sumpfwäldern. |
| Kampina & Oisterwijkse Vennen                  |      | 555537013  | NL3000401 | Nordbrabant     | 2.278     | ⊙    | Feuchte Heiden mit Stillgewässern und Wald. Vorkommen von Schwimmendem Froschkraut und zahlreichen bedrohten Pflanzen und Schmetterlingen. |
| Kempenland-West                                |      | 555536933  | NL1000022 | Nordbrabant     | 1.882     | ⊙    | Feuchte Heiden mit Moorgewässern und naturnahen Bachläufen. Vorkommen von Schwimmendem Froschkraut und zahlreichen bedrohten Insektenarten. |
| Kennemerland-Zuid                              |      | 555536925  | NL1000012 | Nordholland     | 8.171     | ⊙    | Dünengebiet mit gut ausgeprägten Weiß- und Graudünen, wichtiger Fledermaus-Lebensraum. |
| Klaverbank                                     |      | 555537004  | NL2008002 | Rijkswaterstaat | 153.900   | ⊙    | Aus einer Endmoräne entstandene, kiesreiche Untiefe in der Nordsee mit Vorkommen von Kalkrotalgen, getrennt durch einen ca. 60 m tiefen Graben, höchste benthische Biodiversität im niederländischen Teil der Nordsee.                                                            |
| Kolland & Overlangbroek                        |      | 555536961  | NL2003024 | Utrecht         | 107       | ⊙    | Auwald mit der seltenen Formation Fraxino-Elmetum mit zahlreichen epiphytischen Moosen und Flechten. |
| Kop van Schouwen                               |      | 555536930  | NL1000017 | Seeland         | 2.242     | ⊙    | Dünenlandschaft im Westen von Schouwen-Duiveland. |
| Korenburgerveen                                |      | 555537043  | NL9801072 | Gelderland      | 459       | ⊙    | Gestörtes Hochmoor mit Schneidried-Flächen und Moorwald. |
| Krammer-Volkerak                               |      | 555722212  | NL1000021 | Rijkswaterstaat | 6.081     | ⊙    | Mündungsarm im Rhein-Maas-Delta, seit 1987 von der Oosterschelde abgetrennt und daher mit dem Charakter eines Süßwassersees. |
| Kunderberg                                     |      | 555536962  | NL2003025 | Limburg         | 95        | ⊙    | Orchideenreiche Magerrasen und bewaldete Steilhänge. |
| Landgoederen Brummen                           |      | 555537018  | NL3004005 | Gelderland      | 677       | ⊙    | Kulturlandschaft mit Laub- und Nadelwäldern, Feuchtgrünland und Kleingewässern. Bedeutendes Vorkommen von Kammmolch und Borstgrasrasen. |
| Landgoederen Oldenzaal                         |      | 555537016  | NL3004003 | Overijssel      | 578       | ⊙    | Kulturlandschaft mit Wäldern und landwirtschaftlich genutzten Flächen, bedeutende Vorkommen von Kammmolch und Auwäldern. |
| Langstraat                                     |      | 555536963  | NL2003026 | Nordbrabant     | 506       | ⊙    | Artenreiches Feuchtgrünland und Zwischenmoore mit Gräben, besterhaltenes Moor im südlichen Teil der Niederlande. |
| Leenderbos, Groote Heide & De Plateaux         |      | 555537035  | NL9801036 | Nordbrabant     | 4.390     | ⊙    | Moor- und Heidegebeit mit bedeutenden Vorkommen von Bachneunauge und Schwimmendem Froschkraut. |
| Lemselermaten                                  |      | 555536964  | NL2003027 | Overijssel      | 55        | ⊙    | Kalkreiches Niedermoor, Sumpfwälder, Wiesen und feuchte Heiden. |
| Leudal                                         |      | 555537051  | NL9803039 | Limburg         | 340       | ⊙    | Wald mit zwei Bachläufen mit gut ausgeprägten Auwaldbeständen. |
| Lieftinghsbroek                                |      | 555536965  | NL2003028 | Groningen       | 20        | ⊙    | Alter Waldbestand mit bodensauren Buchenwäldern und Wiesen. |
| Lingegebied & Diefdijk-Zuid                    |      | 555537020  | NL3004007 | Utrecht         | 750       | ⊙    | Abschnitt der Linge-Aue mit Auwald, Wiesen und Rieden. Bedeutendes Vorkommen des Kammmolchs. |
| Loevestein, Pompveld & Kornsche Boezem         |      | 555537014  | NL3004001 | Gelderland      | 750       | ⊙    | Drei Teilgebiete an der „Afgedamde Maas“. Bedeutendes Vorkommen des Schlammpeitzgers. |
| Lonnekermeer                                   |      | 555536966  | NL2003029 | Overijssel      | 105       | ⊙    | Zwei Seen in einem Waldbestand, bedeutendes Vorkommen der Großen Moosjungfer. |
| Loonse en Drunense Duinen & Leemkuilen         |      | 555537050  | NL9803030 | Nordbrabant     | 3.975     | ⊙    | Größtes Binnendünengebiet in Europa. |
| Maas bij Eijsden                               |      | 555635627  | NL2018167 | Limburg         | 63        | ⊙    | Abschnitt der Maas bei Eijsden mit Vorkommen von Flussneunauge und Lachs. |
| Maasduinen                                     |      | 555536937  | NL1000028 | Limburg         | 5.274     | ⊙    | Binnendünengebiet mit Mooren, Heiden und bedeutenden Reptilien- und Amphibienvorkommen. |
| Manteling van Walcheren                        |      | 555536932  | NL1000020 | Seeland         | 735       | ⊙    | Teils bewaldete Dünenlandschaft. |
| Mantingerbos                                   |      | 555536968  | NL2003031 | Drenthe         | 46        | ⊙    | Alter Waldbestand mit bodensaurem Buchenwald. |
| Mantingerzand                                  |      | 555536969  | NL2003032 | Drenthe         | 780       | ⊙    | Heidegebiet mit Wacholder. |
| Markermeer & IJmeer                            |      | 5555369569 | NL2003017 | Rijkswaterstaat | 1.109     | ⊙    | Zwei seichtere Bereiche im Markermeer und im IJmeer mit Characeen-Vegetation. |
| Meijendel & Berkheide                          |      | 555536926  | NL1000013 | Südholland      | 2.878     | ⊙    | Dünengebiet, teilweise bewaldet, und wichtiger Lebensraum für Fledermäuse. |
| Meinweg                                        |      | 555722215  | NL2000008 | Limburg         | 1.822     | ⊙    | Waldgebiet mit Heiden, Niedermooren und zwei Bächen mit besonderer Bedeutung für Fische und Bachneunauge. |
| Naardermeer                                    |      | 555537012  | NL3000061 | Nordholland     | 1.151     | ⊙    | Feuchtgebiet mit bedeutenden Vorkommen von nährstoffarmen Gewässern mit Armleuchteralgen und Moorwald. |
| Nieuwkoopse Plassen & de Haeck                 |      | 555537009  | NL3000036 | Südholland      | 2.008     | ⊙    | Feuchtgebiet mit Niedermooren, Stillgewässern, Wiesen und Röhrichten. |
| Noorbeemden & Hoogbos                          |      | 555536970  | NL2003033 | Limburg         | 55        | ⊙    | Sumpf- und Auwald mit Feuchtwiesen in einem Bachtal. |
| Noordhollands Duinreservaat                    |      | 555537047  | NL9801080 | Nordholland     | 5.242     | ⊙    | Dünengebiet, teilweise bewaldet. |
| Noordzeekustzone                               |      | 555721984  | NL9802001 | Rijkswaterstaat | 144.475   | ⊙    | Küstengewässer von Bergen bis Schiermonnikoog bis etwa 20 m Tiefe mit permanent unter Wasser liegenden Sandbänken. Bedeutendes Habitat für Meeressäuger. |
| Norgerholt                                     |      | 555536971  | NL2003034 | Drenthe         | 26        | ⊙    | Isoliertes Vorkommen von bodensaurem Buchenwald. |
| Oeffeltermeent                                 |      | 555536972  | NL2003035 | Nordbrabant     | 101       | ⊙    | Teil der Maasaue mit Altarmen und Grünland, Magerrasen und einem Kammmolch-Vorkommen. |
| Olde Maten & Veerslootlanden                   |      | 555536999  | NL2003063 | Overijssel      | 795       | ⊙    | Feuchtgrünlandkomplex mit bedeutenden Vorkommen von Schlammpeitzger und Pfeifengras-Streuwiesen. |
| Oostelijke Vechtplassen                        |      | 555536973  | NL2003036 | Nordholland     | 4.401     | ⊙    | Seenlandschaft mit Mooren mit Vorkommen von Schmalbindigem Breitflügel-Tauchkäfer, Nordischer Wühlmaus und Großer Moosjungfer. |
| Oosterschelde                                  |      | 555721981  | NL3009016 | Rijkswaterstaat | 36.976    | ⊙    | Ehemaliger Mündungsarm des Rhein-Maas-Deltas, seit 1986 von der Nordsee abgetrennt. |
| Oude Maas                                      |      | 555536974  | NL2003037 | Rijkswaterstaat | 474       | ⊙    | Uferbereich an der Alten Maas mit Auwald, feuchten Hochstaudenfluren und einem Vorkommen der Nordischen Wühlmaus. |
| Oudegaasterbrekken, Fluessen en omgeving       |      | 555536975  | NL2003038 | Friesland       | 3.054     | ⊙    | Schilfflächen, Sümpfe und Polder mit natürlichem Wasserabfluss, bedeutendes Vorkommen der Nordischen Wühlmaus |
| Polder Westzaan                                |      | 555536976  | NL2003040 | Nordholland     | 1.057     | ⊙    | Moorgebiet mit zahlreichen Gräben und Schilfflächen, bedeutendes Vorkommen der Nordischen Wühlmaus. |
| Regte Heide & Riels Laag                       |      | 555537053  | NL9803073 | Nordbrabant     | 538       | ⊙    | Heidegebiet auf Sanderflächen mit Vorkommen von Lungenenzian-Ameisenbläuling. |
| Rijntakken                                     |      | 555592934  | NL2014067 | Gelderland      | 8.447     | ⊙    | Mehrere Teilgebiete entlang des Rheins sowie der Mündungsarme Waal und IJssel mit Aueflächen, Altarmen und artenreichen Wiesen und Weiden. |
| Roerdal                                        |      | 555536978  | NL2003042 | Limburg         | 834       | ⊙    | Tal der Rur mit Feuchtwiesen, Waldstücken und Stillgewässern. Vorkommen der Schmalen Windelschnecke, der Grünen Flussjungfer, des Dunklen Wiesenknopf-Ameisenbläulings und Laichgebiet des Flussneunauges und der Groppe.                                                         |
| Rottige Meenthe & Brandemeer                   |      | 555537048  | NL9803006 | Friesland       | 1.369     | ⊙    | Degradiertes Niedermoor mit Schilfflächen und Sumpfwald, Schneidriedbeständen und einem beinahe erloschenen Vorkommen des Großen Feuerfalters. |
| Sallandse Heuvelrug                            |      | 555722831  | NL9803015 | Overijssel      | 2.217     | ⊙    | Trockenheidegebiet mit Nadel- und Mischwaldforsten. |
| Sarsven en De Banen                            |      | 555536979  | NL2003043 | Limburg         | 154       | ⊙    | Zwei Niedermoore mit oligotrophen Stillgewässern. |
| Savelsbos                                      |      | 555537036  | NL9801040 | Limburg         | 360       | ⊙    | Bewaldete Hänge mit wichtigen Fledermuas-Quartieren und Vorkommen der Spanischen Flagge. |
| Schoorlse Duinen                               |      | 555536924  | NL1000010 | Nordholland     | 1.737     | ⊙    | Dünengebiet mit gut ausgebildeten Weiß- und Graudünen. |
| Sint Jansberg                                  |      | 555537017  | NL3004004 | Limburg         | 226       | ⊙    | Waldgebiet mit bedeutendem Vorkommen des Hirschkäfers. |
| Sint Pietersberg & Jekerdal                    |      | 5555370339 | NL9801025 | Limburg         | 280       | ⊙    | Hügel mit Steinbruch, Wald und Grünland, bedeutendes Habitat für zahlreiche Fledermausarten, Vorkommen von Spanischer Flagge, Kalkfelsen mit Felsspaltenvegetation und Magerrasen.                                                                                                |
| Solleveld & Kapittelduinen                     |      | 555536929  | NL1000016 | Südholland      | 827       | ⊙    | Dünengebiet mit gut ausgeprägten Graudünen. |
| Springendal & Dal van de Mosbeek               |      | 555537041  | NL9801064 | Overijssel      | 1.225     | ⊙    | Größtenteils land- und forstwirtschaftlich genutztes Gebiet mit Kalkflachmooren und Auwaldbeständen, bedeutende Vorkommen von Bachneunauge und Hirschkäfer. |
| Stelkampsveld                                  |      | 555536980  | NL2003044 | Gelderland      | 102       | ⊙    | Kulturlandschaft mit Grünland, Äckern, Wald, Heiden und Niedermooren. |
| Strabrechtse Heide & Beuven                    |      | 555536934  | NL1000024 | Nordbrabant     | 1.843     | ⊙    | Heidegebiet mir Niedermooren und Wald und oligotrophen Gewässern. |
| Swalmdal                                       |      | 555536981  | NL2003045 | Limburg         | 123       | ⊙    | Tief eingeschnittenes Tal der Swalm mit Auwald und Vorkommen von Groppe und Bauchiger Windelschnecke. |
| Uiterwaarden Lek                               |      | 555536967  | NL2003030 | Südholland      | 148       | ⊙    | Uferbereiche des Rheinarms Lek mit magerem Grünland und Vorkommen des Kammmolchs. |
| Uiterwaarden Zwarte Water en Vecht             |      | 555536922  | NL1000005 | Overijssel      | 1.080     | ⊙    | Tieflandfluss mit extensiv genutzter Grünlandaue. |
| Ulvenhoutse Bos                                |      | 555536983  | NL2003047 | Nordbrabant     | 112       | ⊙    | Alter Eichenwald in einer Bachaue. |
| Van Oordt's Mersken                            |      | 555578888  | NL2011015 | Friesland       | 536       | ⊙    | Pfeifengras-Streuwiesen, Heideflächen und Nasswiesen in einer Bachaue. |
| Vecht- en Beneden-Reggegebied                  |      | 555537027  | NL9801017 | Overijssel      | 4.105     | ⊙    | Auegebiet mit Altarmen und mehreren Fließgewässern, trockenes und feuchtes Grünland, Auwald und Heideflächen. |
| Veluwe                                         |      | 555537031  | NL9801023 | Gelderland      | 88.378    | ⊙    | Heidegebiet mit Wäldern und einigen Mooren, größtes zusammenhängendes terrestrisches Naturgebiet der Niederlande. |
| Veluwerandmeren                                |      | 555721988  | NL9802033 | Rijkswaterstaat | 6.166     | ⊙    | Randsee zwischen ehemaliger Küste und gepolderten Landflächen, bedeutendes Vorkommen des Lebensraumtyps Oligo- bis mesotrophe kalkhaltige Gewässer mit benthischer Vegetation aus Armleuchteralgen.                                                                               |
| Vlakte van de Raan                             |      | 555537005  | NL2008003 | Rijkswaterstaat | 17.521    | ⊙    | Meeresgebiet vor der Westerschelde. Sandbank mit großer Bedeutung für Fische, Makrozoobenthos und Meeressäuger. |
| Vlijmens Ven, Moerputten & Bossche Broek       |      | 555537039  | NL9801049 | Nordbrabant     | 897       | ⊙    | Feuchtgebiet mit Weidenbeständen, Schilfröhrichten, Feuchtgrünland und oligotrophen Gewässern. |
| Vogelkreek                                     |      | 555536985  | NL2003049 | Seeland         | 97        | ⊙    | Bedeutendes Vorkommen des Kriechenden Selleries. |
| Voordelta                                      |      | 555722830  | NL4000017 | Rijkswaterstaat | 83.534    | ⊙    | Den Rhein-Maas-Delta vorgelagertes Meeresgebiet. |
| Voornes Duin                                   |      | 555537054  | NL9803077 | Südholland      | 1.432     | ⊙    | Dünengebiet mit Vorkommen des Sumpf-Glanzkrauts. |
| Waddenzee                                      |      | 555536918  | NL1000001 | Rijkswaterstaat | 264.858   | ⊙    | Niederländisches Wattenmeer von Texel bis zum Dollart. Größflächige Gezeitenzonen, Wattflächen sowie Flussmündungen, bedeutendes Laichgebiet für Fische sowie Lebensraum für Robben.                                                                                              |
| Weerribben                                     |      | 555537025  | NL9801013 | Overijssel      | 3.276     | ⊙    | Großer Niedermoorkomplex mit Torfstichen, Pfeifengraswiesen und Übergangsmooren, bedeutende Vorkommen von Sumpf-Glanzkraut, Großem Feuerfalter und Schmalbindigem Breitflügel-Tauchkäfer.                                                                                         |
| Weerter- en Budelerbergen & Ringselven         |      | 555537034  | NL9801035 | Limburg         | 1.139     | ⊙    | Binnendünen, feuchte Wälder, oligotrophe Gewässer und Niedermoore mit Schneidried. |
| Westduinpark & Wapendal                        |      | 555536927  | NL1000014 | Südholland      | 246       | ⊙    | Dünengebiet mit gut ausgebildeten Graudünen. |
| Westerschelde & Saeftinghe                     |      | 555537052  | NL9803061 | Rijkswaterstaat | 44.052    | ⊙    | Einziger noch mit dem Meer verbundener Mündungsarm des Rhein-Maas-Deltas mit Schlickflächen und Sandbänken. |
| Wierdense Veld                                 |      | 555537028  | NL9801018 | Overijssel      | 419       | ⊙    | Verheidetes, degradiertes Hochmoor. |
| Wijnjeterper Schar                             |      | 555536986  | NL2003050 | Friesland       | 170       | ⊙    | Feuchtgebiet an einem Bach mit Pfeifengraswiesen, Borstgrasrasen, feuchten Heiden und Wald. |
| Willinks Weust                                 |      | 555536987  | NL2003051 | Gelderland      | 52        | ⊙    | Kulturlandschaft mit Grünland, Acker, Wald und Wacholderheiden. |
| Witte Veen                                     |      | 555536988  | NL2003052 | Overijssel      | 290       | ⊙    | Moorgebiet mit feuchten Heiden und Moorwald. |
| Witterveld                                     |      | 555536920  | NL1000003 | Drenthe         | 481       | ⊙    | Feuchte Heide mit kleineren Hochmooren und Moorwald. |
| Wooldse Veen                                   |      | 555536989  | NL2003053 | Gelderland      | 63        | ⊙    | Teilweise degradiertes Hochmoor. |
| Wormer- en Jisperveld & Kalverpolder           |      | 555536990  | NL2003054 | Nordholland     | 1.453     | ⊙    | Feuchtgrünland auf Moorböden mit Kanälen, Schilfröhricht, Wiesen und Weiden. |
| Yersekse en Kapelse Moer                       |      | 555721989  | NL9802068 | Seeland         | 433       | ⊙    | Feuchtgrünland mit Hecken beidseits eines Kanals. |
| Zeldersche Driessen                            |      | 555536991  | NL2003055 | Limburg         | 82        | ⊙    | Wald und Feuchtgrünland sowie Kalktrockenrasen. |
| Zouweboezem                                    |      | 555537019  | NL3004006 | Südholland      | 257       | ⊙    | Bedeutende Vorkommen von Schlammpeitzger und anderen Fischarten. |
| Zwanenwater & Pettemerduinen                   |      | 555537007  | NL3000016 | Nordholland     | 770       | ⊙    | Dünengebiet mit entkalkten Dünen mit Empetrum nigrum und Borstgrasrasen. |
| Zwarte Meer                                    |      | 555721985  | NL9802031 | Rijkswaterstaat | 2.162     | ⊙    | Süßwassersee zwischen früherer Küste und eingepoldertem Neuland. |
| Zwin & Kievittepolder                          |      | 555592935  | NL3000027 | Seeland         | 121       | ⊙    | Küstennahes Feuchtgebiet mit Bächen, Sandbänken, Dünen und Schlickflächen. Vorkommen des Kammmolchs. |